# IFly
iFly – rosyjskie linie lotnicze z siedzibą w Moskwie i głównym portem lotniczym port lotniczy Wnukowo, realizujące lokalne połączenia lotnicze.

## Flota
Linie posiadają 9 samolotów: A 330-223 (2), A319-112 (1), A-330-243 (4), A330-323 (2).